# Galacho de los Fornazos
El galacho de Los Fornazos está situado en el término municipal de Boquiñeni (Ribera Alta del Ebro, provincia de Zaragoza, Aragón, España), hacia la localidad de Pradilla de Ebro. Está situado en el tramo medio del valle del Ebro, con una superficie total de 8,5 ha, a unos 45 km aguas arriba de la ciudad de Zaragoza.

## Generalidades
Un galachos es el nombre que reciben los antiguos meandros abandonados por el cambio del cauce. Este está ubicado entre el actual curso del Ebro y el escarpe de yesos, en la llanura de inundación de cauce divagante.
El nombre de este galacho se debe a que en el área había varios hornos para crear carbón vegetal en las inmediaciones. En 2006, La CHE inició las labores de limpieza y apertura de láminas de agua, a lo que siguió la repoblación, la creación de un sendero y la construcción de un mirador.
El proyecto más reciente permitió mejorar la recuperación integral del humedal mediante la apertura de varias balsas. Las nuevas balsas están unidas entre sí por canales para facilitar la dispersión de la fauna acuática y crear islotes donde puedan refugiarse las aves.
El galacho de Fornazos pertenece al mismo acuífero fluvial y forma parte del conjunto de surgencias de aguas del Ebro que formaron las balsas de Larralde, del Ojo del Cura, y del Ojo del Fraile. Esas lagunas son restos supervivientes de un antiguo conjunto de lagunas dispersas entre los núcleos de población de la provincia y que fueron soterradas, como las desaparecidas "balsas de Ebro viejo". Son originadas por el acuífero fluvial que hace que el agua circule por el terreno, emergiendo donde el suelo queda por debajo de su nivel freático. Las balsas son formadas por el hundimiento del terreno debido a que los yesos del subsuelo se disuelven por las aguas subterráneas y acaban desplomándose formando simas o dolinas que cuando aflora agua se les llama popularmente "Ojos".
- Datos: Q6438302